# Terapon
Terapon és un gènere de peixos pertanyent a la família dels terapòntids.

## Taxonomia
- Terapon jarbua (Forsskål, 1775)[2]
- Terapon puta (Cuvier, 1829)[3]
- Terapon theraps (Cuvier, 1829)[3][4][5][6][7][8][9]